# فحص البول

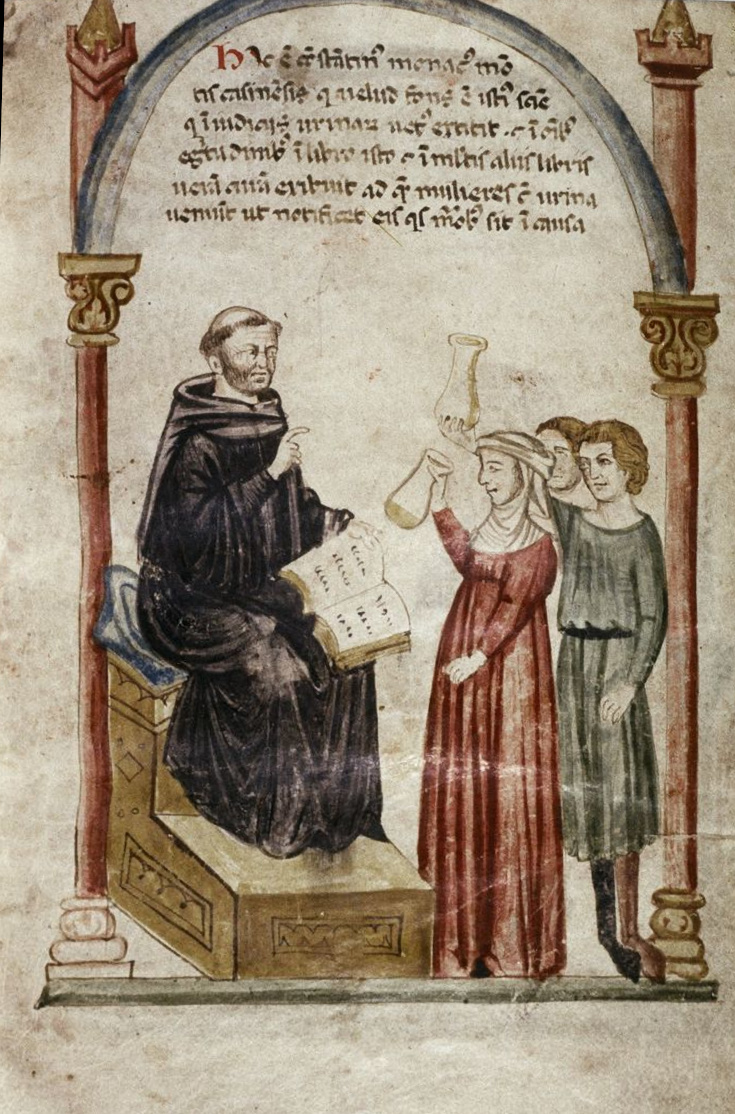
تظهر الصورة أشخاص يحملون عينات بول ليراها الطبيب قسطنطين الأفريقي.

يعتبر فحص البول إحدى الإجراءات الطبية القديمة، وفيها يعاين بول المريض بحثًا عن قيح أو دم أو أي أعراض مرضية أخرى.
تعود السجلات الأولى لاستخدام فحص البول، كطريقة لاكتشاف العلامات المرضية، إلى الألفية الرابعة قبل المسيح، وفي العصر اليوناني الكلاسيكي، كان فحص البول ممارسة شائعة. استمر استخدام فحص البول حتى فترة التطور الطبي في العصر البيزنطي والعصور الوسطى العليا، ثم استبدل بأساليب أكثر دقة خلال الحقبة الحديثة المبكرة، واعتبر اختبار غير كافي لعدم وجود أدلة تجريبية تدعمه وارتفاع المعايير الطبية لعصر ما بعد النهضة.
في الطب الحديث، قد يقدم الفحص البصري لبول المريض دليل أولي للتشخيص، ولكنه يقتصر عمومًا على الحالات التي تؤثر بشكل خاص على الجهاز البولي، كعدوى الجهاز البولي ومشاكل الكلى والمثانة والفشل الكبدي.

## نبذة تاريخية
تعود سجلات تحليل البول اعتمادًا على هذه الطريقة إلى نحو 4000 سنة قبل المسيح، عندما بدأ استخدامها على أيدي الأطباء البابليين والسومريين. في بداية القرن الرابع قبل المسيح، افترض الطبيب اليوناني أبقراط أن البول رشاحة من الأخلاط الأربعة للجسم، وحصر التشخيصات المستخلصة من هذه الطريقة في مشاكل التعامل مع المثانة والكلى والإحليل. أدى هذا بدوره إلى تنقيح الفكرة على يدي طبيب يوناني آخر يدعى جالينوس. توصل جالينوس إلى أن البول مادة راشحة من الدم فقط، دون الصفراء السوداء والصفراء الصفراء والبلغم.
استمر تطبيق فحص البول ودراسته خلال عصر الطب البيزنطي اللاحق الذي استمد جذوره من العصور اليونانية الرومانية القديمة، وأصبح هذا الإجراء في النهاية طريقة أساسية لتشخيص المرض. ابتكر الأطباء البيزنطيون بعض التدوينات التأسيسية لفحص البول، وأشهر مثال على ذلك هو دليل ثيوفيلوس بروتوسباثاريوس، الذي يعود للقرن السابع ويدور حول طرق فحص البول. غدا هذا العمل، إلى جانب أعمال أخرى، شائعًا على نطاق واسع، وساهم حينها بتسريع معدل استخدام فحص البول في جميع أنحاء البحر الأبيض المتوسط. بمرور الوقت، حفزت هذه الأعمال البيزنطية ظهور المزيد من التفسيرات من قبل العلماء البارزين الآخرين (كاليهودي العربي إسحاق بن سليمان الإسرائيلي ومخطط تصنيف لون البول الخاص به)، وساهم ارتفاع انتشارها بتوسيع نطاق تطبيق فحص البول وأصبح استخدامه في النهاية لتشخيص أمراض وإنتانات غير متعلقة بالجهاز البولي أمرًا اعتياديًا.

## الإجراءات والاتفاقيات

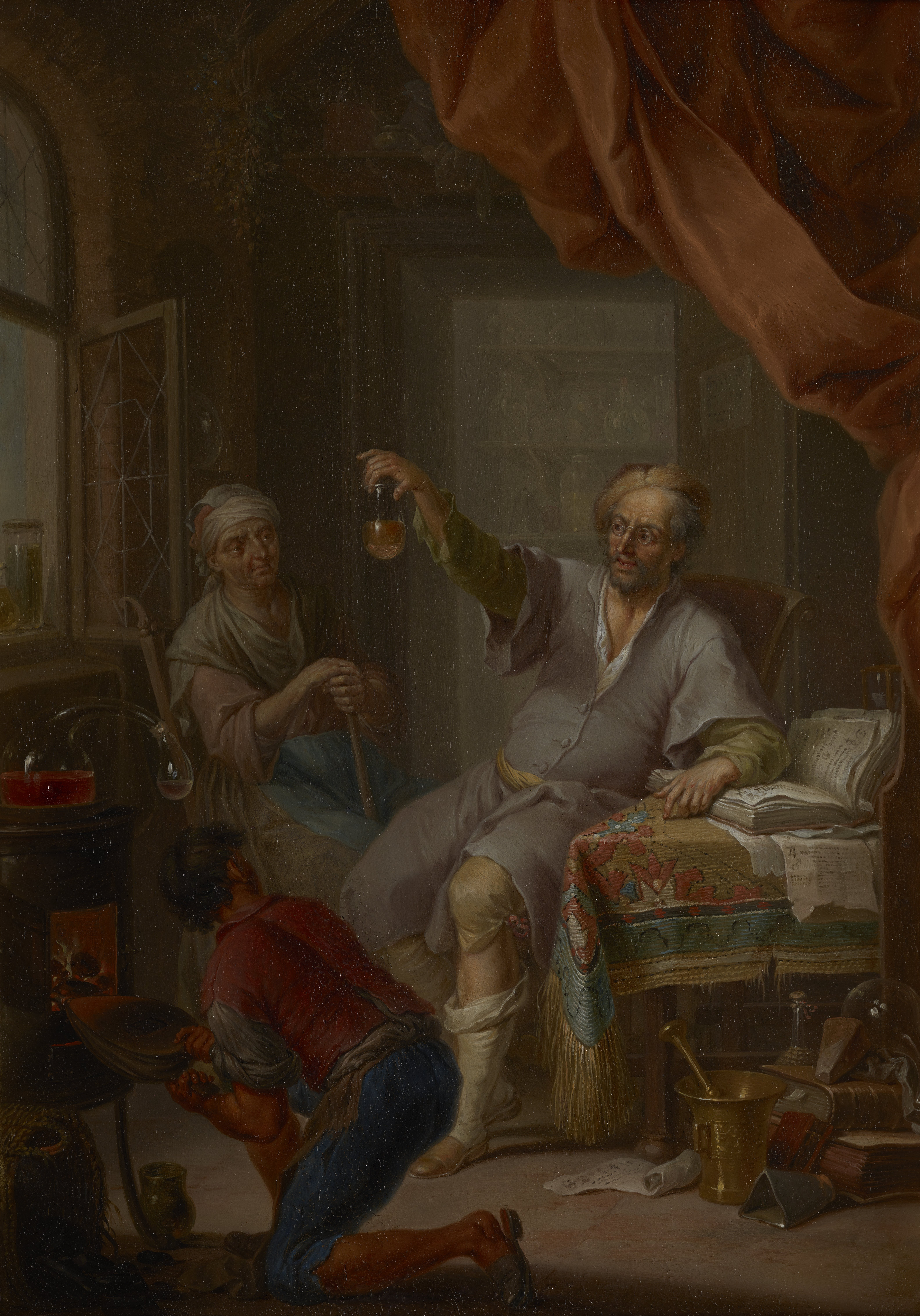
لوحة لفرانز كريستوف يانك (1703-1761) بعنوان: الخيميائي الطبي وفحص البول (معهد تاريخ العلوم).

سمي ممارسي هذا الإجراء باختصاصي فحص البول. كان الافتقار للعمليات الجراحية إحدى الفوائد البارزة في العصر الذي شاع فيه استخدام فحص البول، وهذا كان نافعًا لأتباع قسم أبقراط الأكثر تحفظًا.

### ماتولا (قارورة)
تتكون قارورة فحص البول، المعروفة أيضًا باسم ماتولا، من الزجاج الشفاف، وهذا أمر ضروري لأن الزجاج الملون، وأي شوائب أخرى، قد يؤدي إلى تشخيص خاطئ. تكون القارورة دائرية الشكل في الأسفل ونحيلة العنق في الأعلى مع فتحة تسمح للفرد بالتبول فيها.

### عجلة البول
تمثل عجلة فحص البول رسم بياني يربط لون البول بمرض معين. يحمل الرسم عادةً عشرين قارورة فحص، مع بول بألوان مختلفة، مرصوفة على حدود الدائرة. تملك كل قارورة خط يربطها بملخص عن مرض معين. سمحت عجلة البول للأطباء بالحصول على دليل مرجعي سريع لعشرين نوع مختلف من البول.

### درجة الحرارة
تعتبر درجة الحرارة خلال إجراء فحص البول عاملًا مهمًا للغاية وأمرًا يجب مراعاته عند الفحص. يكون البول دافئًا عندما يتبول المريض، ولهذا السبب، من الضروري أن يظل دافئًا للحصول على تقييم صحيح. يجب أن تكون درجة الحرارة الخارجية مماثلة لدرجة الحرارة الداخلية. عندما تنخفض درجة حرارة البول، ستتأثر الفقاعات الموجودة فيه. قد تختفي بعض الفقاعات، ولكن سيبقى جزء منها. سيغدو تقييم الجسيمات والشوائب في البول صعبًا مع انخفاض درجة الحرارة؛ إذ ستتحرك هذه المواد نحو منتصف القارورة، ثم تغوص وصولًا للقاع، وتختلط مع بعضها البعض، ما يجعل رؤية الشوائب أكثر صعوبة.
إضافةً لذلك، يرتبط تبريد البول بمشكلة أخرى، إذ يؤدي ذلك إلى جعله أكثر سمكًا. وكلما طالت مدة تبريده، زادت احتمالية ارتباط البلورات الموجودة فيه ببعضها البعض، وهذا يؤدي إلى زيادة كثافته. قد يؤدي ذلك إلى وضع تشخيص خاطئ، ولهذا السبب، يفحص الأطباء عادةً البول بسرعة.
ابتكر ريتشارد برايت في القرن التاسع عشر تقنية تسمح للأطباء بفحص بول المريض بعد انخفاض درجة حرارته. تضمنت العملية تسخين الماء أولًا، ووضع القارورة الحاوية على بول بارد لاحقًا فيه. يؤدي هذا إلى تسخين البول، وبالتالي تكسير البلورات التي تكونت خلال فترة انخفاض درجة الحرارة. نتيجةً لذلك، سيعود البول رقيقًا مرة أخرى. تعتبر هذه العملية فعالة للغاية، ولكن يجب على الطبيب الحرص على عدم رج القارورة كثيرًا قبل فحصها، لأن الجزيئات ستتحرك وتخرب الفقاعات وتحل الترسبات وتجعل النتيجة مضللة، وذلك وفقًا لبحث بافلوس جوداس بعنوان: العصر اليوناني الروماني المتأخر والمساهمة البيزنطية في تطور الفحوصات المخبرية للفضلات الجسدية، الجزء الأول: البول والحيوانات المنوية والحيض والبراز.

### الإضاءة
يعد تحديد لون البول ضروري للتشخيص الصحيح، ولهذا السبب، تشكل الإضاءة أمرًا بالغ الأهمية. تعتبر هذه الخطوة معقدة للغاية في اختبار فحص البول؛ إذ يجب على الطبيب تجنب فحص البول بصريًا في مكان شديد الإضاءة، لأنه سيجعل البول يبدو لامعًا للغاية. وفي المقابل، لا يستطيع فحص البول في مكان ضعيف الإضاءة، لأنه لن يتمكن من رؤية البول بشكل صحيح. لذلك، يجب عليه فحص البول في كلتا الحالتين، بهدف موازنة تأثيرات الإضاءة الشديدة والضئيلة. بعد فحصه البول في الحالتين، يجب على الطبيب الحكم بأفضل شكل ممكن ليتوصل إلى التشخيص.

## الأمراض الشائعة التي استخدم فحص البول لتشخيصها

### داء السكري
في عام 1674 قدم الطبيب الإنجليزي توماس ويليس إلى الأدبيات الطبية علاقة مميزة (وجدها بطريقة فريدة) لاحظها وهي: يملك المصابون بداء السكري من النوع الأول عادةً بول ذو مذاق حلو، ويرجع ذلك إلى فرط مستوى الجلوكوز في الدم وطرح الفائض منه في البول، إذ يفتقر مريض السكر إلى الأنسولين الكافي لمعالجة الكميات العالية من الجلوكوز.

### اليرقان
يحدث في هذه الحالة اصفرار لبياض العين والجلد والأغشية المخاطية، وذلك بسبب ترسب البيليروبين في هذه الأنسجة. يعتبر اليرقان عرض لأمراض مختلفة تؤثر على معالجة الصفراء، كالتهاب الكبد مثلًا. يسمى اليرقان أيضًا بمرض الاصفرار.
يعاين الأطباء البول ليروا ما إذا كان بنيًا، إذ يرجح أن يكون المريض مصابًا باليرقان عندما يأخذ البول هذا اللون.

### مرض كلوي
يفترض أن ترشح الكلى المواد الفائضة (خصوصًا اليوريا) من الدم، وتطرحها مع الماء على شكل بول. يكون المريض مصابًا بمرض كلوي عندما لا تؤدي كليتاه هذه المهمة. يسمى المجال الطبي الذي يدرس الكلى والأمراض التي تصيبها بطب الكلى أو نفرولوجي، وهو مصطلح مشتق من الاسم اليوناني القديم للكلية.
يقوم الأطباء بفحص البول بصريًا، وفي حال كان البول أحمر أو رغوي، يعني ذلك أن المريض يعاني من مرض في الكلى.